# City of Melton
City of Melton är en kommun i Australien. Den ligger i delstaten Victoria, omkring 33 kilometer nordväst om delstatshuvudstaden Melbourne. Antalet invånare var 135 443 vid folkräkningen 2016.
Följande samhällen finns i Melton:
- Melton
- Hillside
- Taylors Hill
- Caroline Springs
- Melton West
- Melton South
- Kurunjang
- Burnside Heights
- Brookfield
- Rockbank
- Ravenhall
- Toolern Vale
- Plumpton